# Les hommes, vous êtes bien tous les mêmes
Pour plus de détails, voir Fiche technique et Distribution.
Les hommes, vous êtes bien tous les mêmes, aussi connu sous le titre Tous les hommes sont pareils (Todos los hombres sois iguales) est un film espagnol réalisé par Manuel Gómez Pereira, sorti en 1994.

## Synopsis
Trois hommes divorcés en colocation engagent une femme de ménage et essaient tous les trois de flirter avec elle.

## Fiche technique
- Titre : Les hommes, vous êtes bien tous les mêmes
- Titre original : Todos los hombres sois iguales
- Réalisation : Manuel Gómez Pereira
- Scénario : Yolanda García Serrano, Manuel Gómez Pereira, Juan Luis Iborra et Joaquín Oristrell
- Musique : Bernardo Bonezzi
- Photographie : Juan Amorós
- Montage : Guillermo Represa
- Production : César Benítez et Carlos Orengo
- Société de production : Audiovisuales Nebli et Cristal Producciones Cinematográficas
- Pays de production :  Espagne
- Genre : Comédie romantique
- Durée : 102 minutes
- Dates de sortie : 
  - Espagne : 25 février 1994

## Distribution
- Imanol Arias : Juan Luis
- Antonio Resines : Manolo
- Juanjo Puigcorbé : Joaquín
- Cristina Marcos : Yoli
- María Barranco : Susana
- Pastora Vega : Merche
- Kiti Mánver : Esther
- Tito Valverde : César
- Nancho Novo : Eduardo
- Carmen Balagué : Pilar
- Jesús Bonilla : Alberto
- Isabel Ordaz : Lolita
- Fernando Colomo : Fernando
- Gracia Olayo : Azafata

## Distinctions
Le film a reçu le prix Goya de la meilleure actrice pour Cristina Marcos et le prix Goya du meilleur scénario original.

## Remake
Le film a fait l'objet d'un remake par le même réalisateur en République dominicaine sous le même titre.